# 神经生长因子受体
神经生长因子受体（英語：Nerve growth factor receptor）是一类与神经营养因子特异性结合的生长因子受体。
有两类神经生长因子受体：低亲和力神经生长因子受体（p75等）和属于受体酪氨酸激酶的Trk受体家族。
- p75是一种低亲和力神经生长因子受体，可以与所有神经营养因子结合，是肿瘤坏死因子受体超家族的一员。在一些文献中，代号"x"也指这个受体[1]
- Trk受体家族包括TrkA、TrkB与TrkC，只与特定的神经营养因子结合，但具有较高的亲和力。Trk受体家族可以作為神經營養因子的媒介，使其可以發揮信號作用。
- NGF會與TrkA結合，BDNF和NT-4會與TrkB結合，NT-3會與TrkC結合。此外NT-3也會與TrkA和TrkB結合並發揮活性，但功能並不如與TrkC結合時那樣顯著。
- 一方面Trk受体具有明确的营养作用，但另一方面p75受体激活的信号通路也能导致细胞凋亡。

## Trk受体家族
TrkA是一種受體酪胺酸激酶（receptor tyrosine kinase），這種激酶是在磷酸化受體上的酪胺酸後會活化，並刺激細胞進行細胞回應。
除了TrkA外的受體還有TrkB和TrkC，它們分別可以與不同分子結合並產生作用：
- TrkA調控NGF的作用。
- TrkB可與BDNF、NT-4和NT-3結合。
- TrkC只能被NT-3結合並產生作用。

## 低亲和力神经生长因子受体
其他神经生长因子受体還有低親合力神經生長因子受體（Low affinity nerve growth factor receptor，簡稱LNGFR），又稱p75，但詳細的作用仍不清楚。
LNGFR与神经营养因子的结合相当于“淹没”了神经营养因子的信号。因此同时表达LNGFR和Trk受体的细胞在面对更高的神经营养因子“微浓度”时就会有更大的灵活性。
以往，神經生長因子一直被認為只能促進神經元生長及分化。但是在21世纪初进行的研究表明，NGF具有其prodomain attached (proNGF)可以导致LNGFR激活和TrkA失活从而引起细胞凋亡。
proNGF在不同的神经与非神经细胞群中都有分泌。现有研究提出，proNGF的分泌能引起多种神经退行性疾病中的神经元死亡，包括阿兹海默病，原因是阿兹海默病患者大脑尸检中观察到proNGF在基底核中的增加。